# Quebec Skating Rink
Le Québec Skating Rink (ou Patinoire de Québec en français) est le nom diverses patinoires intérieures sur glace naturelle situées à divers lieux de Québec entre 1851 et 1918.

## Historique
Quatre patinoires ont porté le nom de Quebec Skating Rink. 
La première, située près du fleuve Saint-Laurent, a été construite en 1851. Elle était la première patinoire couverte du monde.
La deuxième, située sur les plaines d'Abraham, a été construite en 1864.
La troisième, a été construite selon les plans de Harry Staveley en 1877 au nord de la Grande Allée, près de la porte Saint-Louis, face à l'Hôtel du Parlement. Le Quebec Hockey Club, aussi connu sous le nom des Bulldogs de Québec, premier club civil au monde (1878) y jouera ses parties locales. C'est également dans cet édifice qu'on y chantera pour la première fois le Ô Canada le 24 juin 1880, le jour de la Saint-Jean-Baptiste, fête nationale des Canadiens français. 

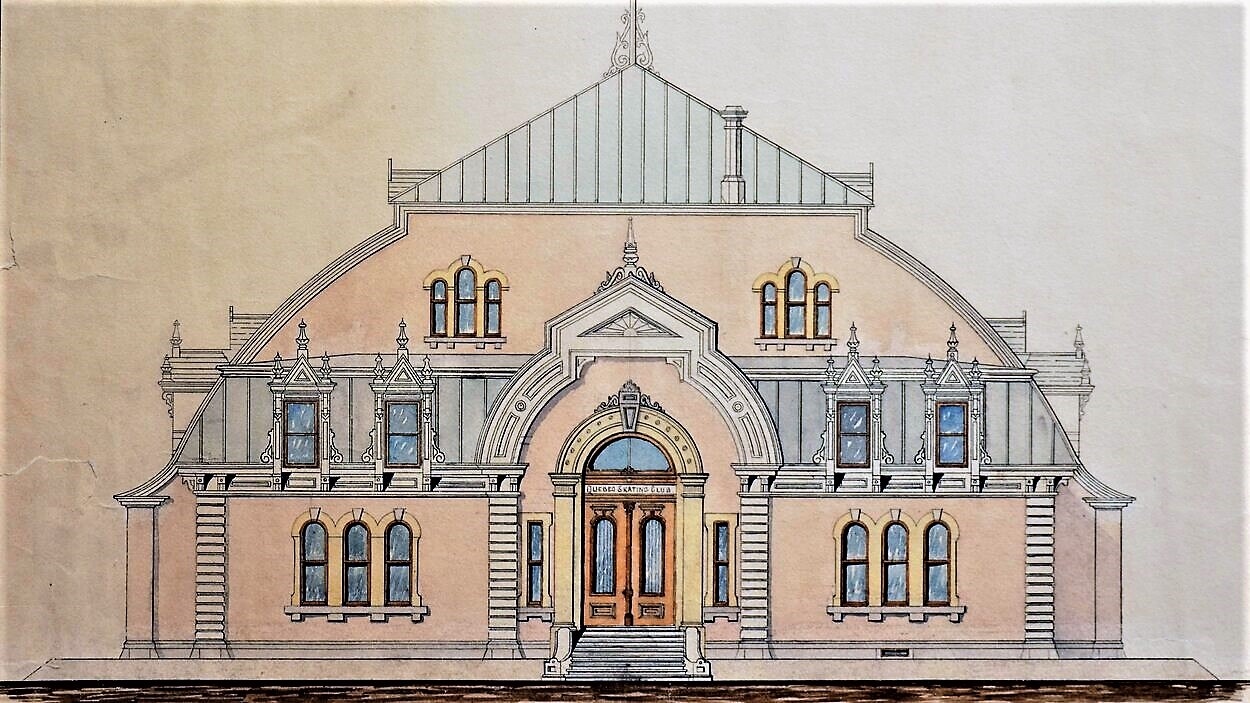
Plan de l'entrée par Harry Staveley
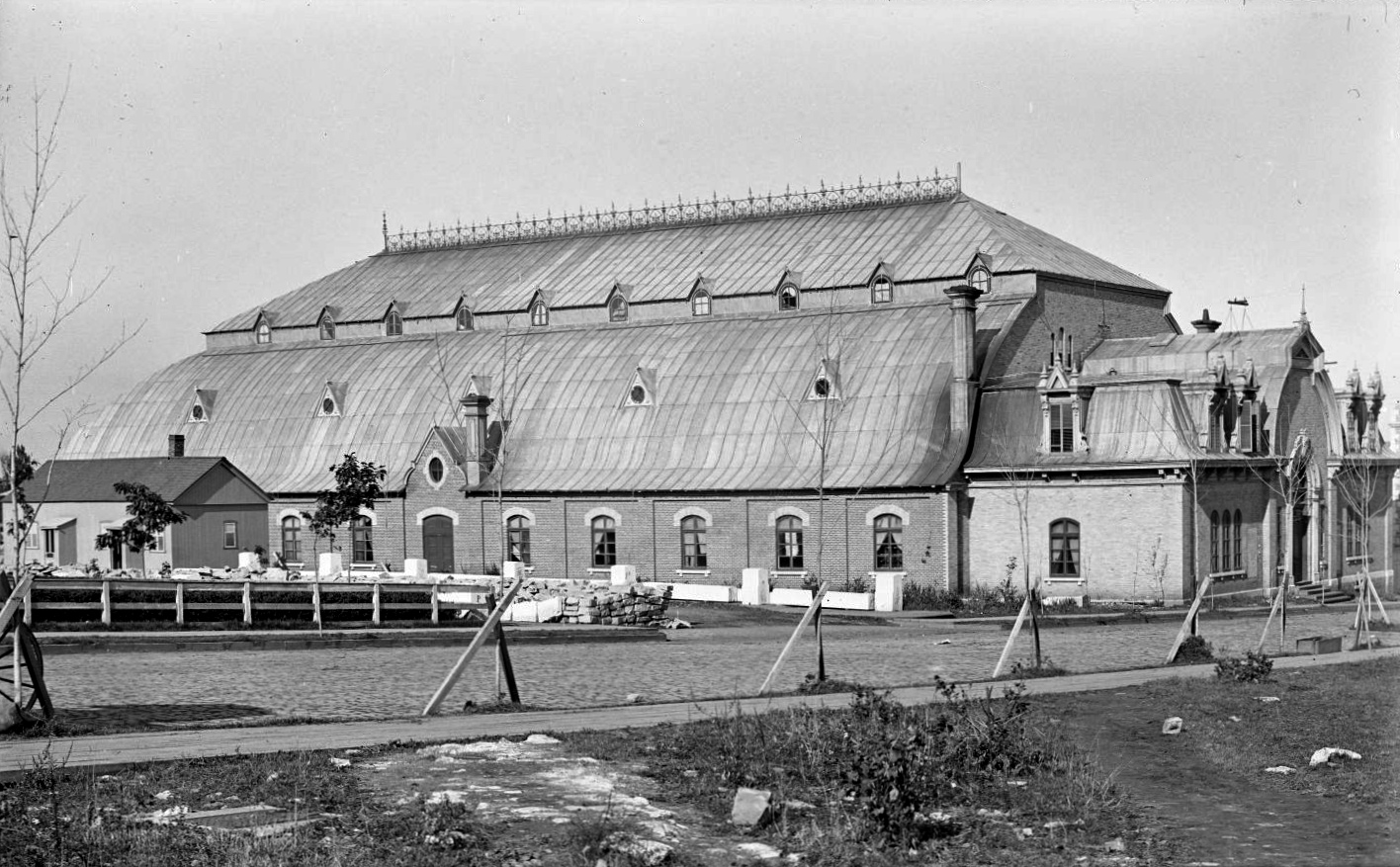
Vers 1880

La quatrième a été érigée du côté sud de la Grande Allée en 1889 et sera reconstruite en 1891. Cette dernière version est la dernière érigée par le Quebec Skating Club. Le club y gagne ses deux Coupe Stanley en 1912 et 1913, puis déménage à l'aréna du parc Victoria.

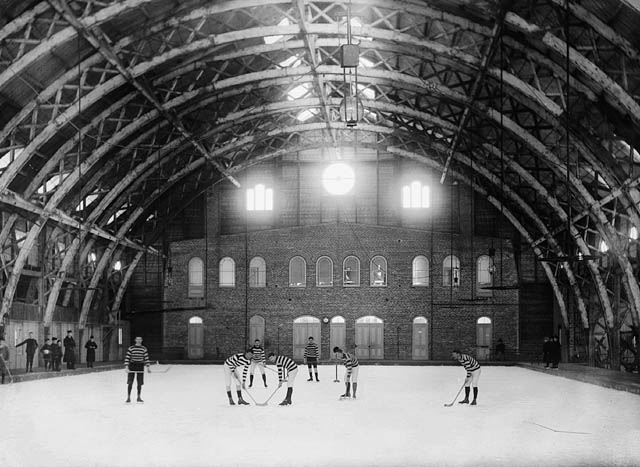
1894
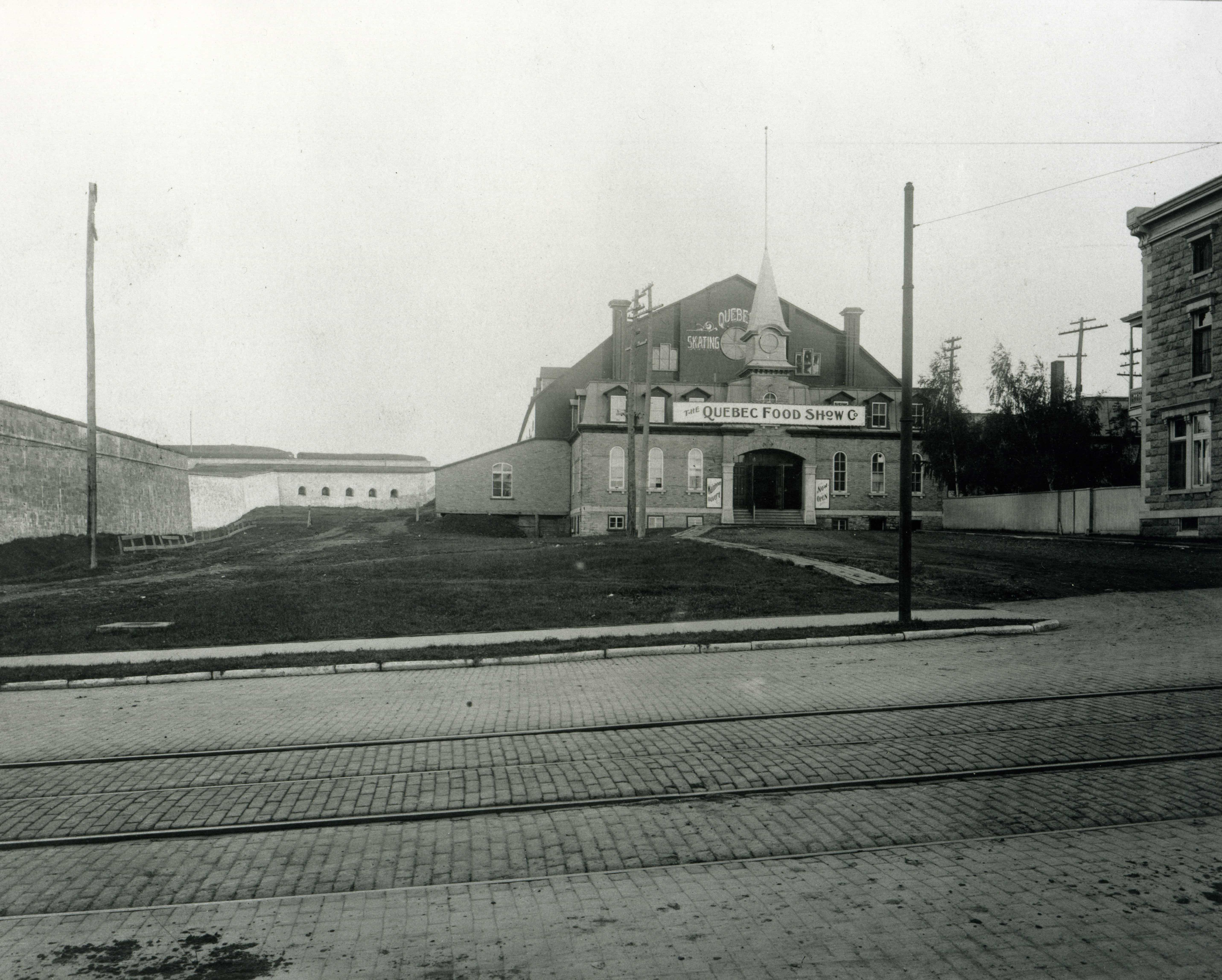
Vers 1915

L'édifice brûle en 1918. La Commission des champs de bataille nationaux gérant les plaines d'Abraham décide de ne pas le reconstruire.